# Kvasiexperiment
Kvasiexperiment är en studiedesign där försöksdeltagarna inte har delats in slumpmässigt i en försöks- och jämförelsegrupp. Avsaknaden av slumpmässig indelning (randomisering) av försökspersoner är det som skiljer kvasiexperiment från randomiserade kontrollstudier. Nackdelen med kvasiexperiment är att det finns risk för selektionsbias, vilket uppstår när det finns systematiska skillnader mellan försöks- och jämförelsegruppen.